# Rhizopus nigricans
Rhizopus nigricans és una espècie de fong de l'ordre dels mucorals (Mucorales) que de forma comuna es coneix sota el nom de la floridura del pa i que és l'espècie més comuna del gènere Rhizopus i la seva espècie tipus. Es troba en el pa en descomposició, en els sòls i en la sorra dels parcs.
La floridura del pa sovint es confon amb fongs del gènere Mucor o amb altres espècies del gènere Rhizopus com Rhizopus oryzae. Les seves espores contenen proteïnes al·lergògenes amb 31 al·lèrgens diferents, que poden produir, entre d'altres, símptomes respiratoris i nasals (rinitis al·lèrgica). Els treballadors en indústries alimentàries que siguin al·lèrgics a les floridures es troben en un particular risc.